# Bakonyszentiván, Veszprém
Bakonyszentiván (în germană Sankt Iwan) este un sat în districtul Pápa, județul Veszprém, Ungaria, având o populație de 218 locuitori (2011).

## Demografie
Componența etnică a satului Bakonyszentiván
     Maghiari (76,83%)
     Germani (15,06%)
     Romi (8,11%)
Componența confesională a satului Bakonyszentiván
     Romano-catolici (76,15%)
     Fără religie (3,67%)
     Reformați (1,38%)
     Luterani (1,38%)
     Necunoscută (17,43%)
Conform recensământului din 2011, satul Bakonyszentiván avea 218 locuitori. Din punct de vedere etnic, majoritatea locuitorilor (76,83%) erau maghiari, existând și minorități de germani (15,06%) și romi (8,11%).  Din punct de vedere confesional, majoritatea locuitorilor (76,15%) erau romano-catolici, existând și minorități de persoane fără religie (3,67%), luterani (1,38%) și reformați (1,38%). Pentru 17,43% din locuitori nu este cunoscută apartenența confesională.